# Municipio de Empire (Illinois)
El municipio de Empire (en inglés: Empire Township) es un municipio ubicado en el condado de McLean en el estado estadounidense de Illinois. En el año 2010 tenía una población de 4093 habitantes y una densidad poblacional de 31,99 personas por km².

## Geografía
El municipio de Empire se encuentra ubicado en las coordenadas 40°20′15″N 88°44′41″O / 40.33750, -88.74472. Según la Oficina del Censo de los Estados Unidos, el municipio tiene una superficie total de 127.96 km², de la cual 127,83 km² corresponden a tierra firme y (0,1 %) 0,12 km² es agua.

## Demografía
Según el censo de 2010, había 4093 personas residiendo en el municipio de Empire. La densidad de población era de 31,99 hab./km². De los 4093 habitantes, el municipio de Empire estaba compuesto por el 97,29 % blancos, el 0,51 % eran afroamericanos, el 0,17 % eran amerindios, el 0,32 % eran asiáticos, el 0,56 % eran de otras razas y el 1,15 % eran de una mezcla de razas. Del total de la población el 1,71 % eran hispanos o latinos de cualquier raza.